# Čerepanovo
Čerepanovo (rusky Черепаново) je město v Novosibirské oblasti v Ruské federaci. Při sčítání lidu v roce 2010 mělo bezmála dvacet tisíc obyvatel.

## Poloha
Čerepanovo leží na jihovýchodě Západosibiřské roviny. Od Novosibirska, správního střediska oblasti, je vzdáleno přibližně 110 kilometrů jižně.

## Dějiny
Čerepanovo bylo založeno pod jménem Svobodnyj (Свободный) v roce 1912 v souvislosti s výstavbou železniční trati z Novosibirska přes Barnaul do Semipalatinska. V roce 1921 bylo přejmenováno na Čerepanovo a v roce 1925 se stalo městem.